# Nowa Wieś (Będzin)
Pour les articles homonymes, voir Nowa Wieś.
Nowa Wieś est une localité polonaise de la gmina de Mierzęcice, située dans le powiat de Będzin en voïvodie de Silésie.